# YM2413

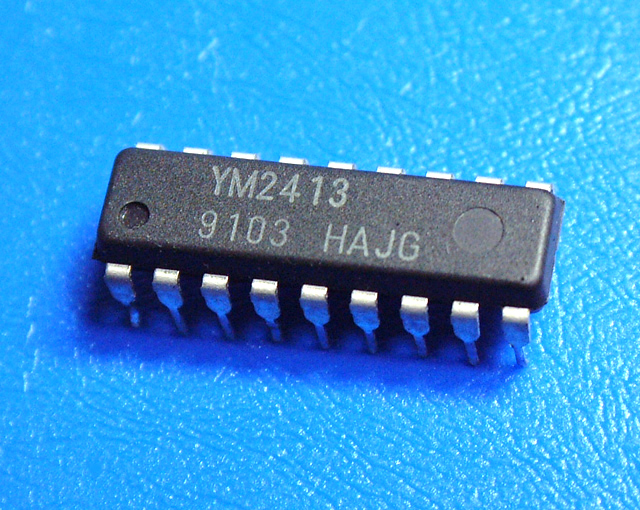
YM2413

YM2413 （FM Operator Type-LL、OPLL）は1986年6月発表、1986年7月にサンプル出荷を開始した、日本楽器製造が開発した2オペレーターのFM音源LSIである。
文字放送受信機・キャプテン端末での用途を目的に開発された。発売当時のサンプル出荷価格は、1個3000円。

## 概要
日本の文字多重放送および、日本のビデオテックス「キャプテン」のハイブリッド方式による規格（JTES、CAPTAIN PLPS）には符号化された楽譜データを再生する機能が盛り込まれており、共通する音符符号化方式を採用していた。YM2413には、文字放送とキャプテンで使われる音色を全て含んだ、15種類のメロディ楽器と5種類のリズム楽器の音色が、LSI内の音色ROMと音色回路に搭載されている。
また、YM2413はLSI内にビブラート発振器と振幅変調発振器を内蔵することで発音制御の簡略化が図られている。また、9ビットD/Aコンバーター・水晶発振回路を内蔵することで音楽システムを少ないコストで実現できるように設計されていた。
日本楽器製造は文字放送・キャプテン向けの2オペレーターFM音源LSI「YM3526（OPL）」を1984年10月に発表、1985年春から外販を開始しており、YM2413はそのコスト削減版にあたるものである。また、YM2413は、YM3526と後方互換性を持つFM音源LSI「YM3812（OPL2）」と同様に各オペレータの波形をサイン波以外から選択できる機能を有している。
YM2413は、本来の目的であるキャプテン端末・文字放送受信機のほかにも、1987年に発売された家庭用ゲーム機「セガ・マークIII」用の周辺機器「FMサウンドユニット」とその一体型機種である日本版の「セガ・マスターシステム」、1988年に発表されたMSX規格、MSX2+のFM音源規格「MSX-MUSIC」とその周辺機器「FM Pana Amusement Cartridge（FM-PAC）」、パチスロ機『ニューパルサー』に採用・搭載されるなど、その低コストかつ組み込みが容易な性質から様々な目的において使用された。

## 機能
YM2413の発音モードは2種類が搭載されている。メロディ音9音を同時発音できるモードと、メロディ音6音とリズム音5音（バスドラム・スネアドラム・タムタム・トップシンバル・ハイハットシンバル）を同時発音できるモードである。この発音モードはYM3526とYM3812と共通する機能であり、メロディ6音・リズム5音同時発音モードは文字放送とキャプテンに対応した発音モードである。
YM2413は、2オペレーターのFM音源とホワイトノイズ生成器・数種の周波数を合成するノイズ発振器を搭載している。メロディ音はFM音源部を用いて音が生成され、リズム音は各リズム楽器によってFM音源部、あるいはホワイトノイズとノイズ発振器の波形を合成して生成される。
FM音源のアルゴリズムは、各オペレータを搬送波・変調波として用いるFM変調モード（直列接続）のみが搭載されている。
YM2413に搭載されたメロディ音15種類・リズム音5種類の内蔵音色の他に、効果音や独自の音色を発音する目的でオリジナル音色レジスタが1音色分用意されており、FM音源部を利用した独自のメロディ楽器の定義が可能である。
オリジナル音色の定義においては搬送波・変調波それぞれに対して、波形選択（サイン波・半波整流）、周波数倍率の変更、エンベロープの変更、持続音モード・減衰音モードの切り替え、音程によってエンベロープ速度を変化させるキースケールレートの変更、音程によって音の大きさを変化させるキースケールレベルの変更、ビブラート・振幅変調のON/OFFが可能である。また、変調波については、トータルレベルの変更およびフィードバックレベルの変更が可能である。
YM2413のエンベロープジェネレータは、アタックレート・ディケイレート・リリースレートとサスティンレベル、トータルレベル等の要素によって音色の変化を制御する。また、YM2413のエンベロープジェネレーターにはDP機能があり、キーオン直後の音の立ち上がり時間の前に作動する。音色のエンベロープ定義では音の立ち上がり時間を示すアタックレート、アタックモード終了後の減衰時間を示すディケイレート、ディケイからの変化点を示すサスティンレベル、リリースレートの4つの値を設定できる。また、持続音モードと減衰音モードによって設定されたリリースレートの用途が変化する。
メロディ音で使用する音色は各チャンネルごとにROMに搭載された15種類のメロディ楽器と1種類のオリジナル音色、合計16種類の音色の中から選択できる。各リズム楽器の音色はROMに搭載された音色データで固定され、変更できない。また、YM2413には選択された音色のキーオフ後の減衰時間を一定値に変更するサスティン機能が搭載されており、各チャンネルごとにON/OFFできる。
メロディ音の音程は各チャンネルごとに設定できる。音程を決める周波数情報（F-Number）は9ビット（512段階）の解像度を持ち、8段階設定できるオクターブ情報（Block）と音色に設定された周波数倍率（Multiple）と組み合わされて、発音される周波数が決定される。リズム音はFM音源を使って生成されるバスドラムはメロディ音と同様の手法で音程を設定する。それ以外のリズム楽器はホワイトノイズ生成器と8チャンネルと9チャンネルの周波数情報を利用するノイズ発振器を利用して、それぞれのリズム楽器に適した音が生成される。メロディ音の各チャンネルと各リズム楽器の音量設定は16段階（分解能は3dB、0dBから-45dBの範囲）設定できる。
YM2413はクロック周波数が2MHzから4MHzの範囲内で動作するが、エンベロープジェネレータの速度と振幅変調発振器・ビブラート発振器は3.6MHz（3.579545MHz）を基準に設計されている。駆動電圧は+5V。

## 内蔵音色一覧
YM2413の内蔵音色は、文字放送の付加音機能の基本機能とキャプテンのメロディ機能で使用される音色（メロディ音9音色、リズム音5音色）を全て含んでいる。
音色名は『YM2413 FM OPERATOR TYPE-LL（OPLL） アプリケーションマニュアル』（日本語版/英語版）に従い、文字放送とキャプテンに対応した音色はで示した。

### メロディ楽器
- 00 オリジナル / Original（オリジナル音色レジスタで定義された音色）
- 01 バイオリン / Violin
- 02 ギター / Guitar
- 03 ピアノ / Piano
- 04 フルート / Flute
- 05 クラリネット / Clarinet
- 06 オーボエ / Oboe
- 07 トランペット / Trumpet
- 08 オルガン / Organ
- 09 ホルン / Horn
- 10 シンセ / Synthesizer
- 11 ハープシコード / Harpsichord
- 12 ビブラフォン / Vibraphone
- 13 シンセベース / Synthesizer Bass
- 14 ウッドベース / Acoustic Bass
- 15 エレキベース / Electric Guitar

### リズム楽器
- 0 バスドラム / Bass Drum
- 1 スネアドラム / Snare Drum
- 2 タムタム / Tom-tom
- 3 トップシンバル / Top Cymbal
- 4 ハイハットシンバル / High hat

## 採用例
- キャプテン端末の一部機種[注 8][注 13]（採用例：NTTのランク3キャプテン端末「キャプメイトV15E」（NEC製）[41]）
- ハイブリッド方式の文字放送受信機/デコーダーの一部機種[注 14][注 15]（採用例：松下電器の文字放送チューナー「TU-TX100」[47]）
- 1987年に発売された「セガ・マークIII」用周辺機器の「FMサウンドユニット」および、一体型機種である日本版「セガ・マスターシステム」[21][22][23][注 16]。
- 1988年に発表されたMSX2+のFM音源規格「MSX-MUSIC」[24][25][注 17]と、その周辺機器「FM Pana Amusement Cartridge（FM-PAC）」[21][26][注 18]。
- パチスロ機の一部機種（山佐が発売した『ニューパルサー』[27]、ユニバーサルが発売した『HANABI』・北電子が発売した『ジャグラー』シリーズ『GOGOジャグラーSP』『ハイパージャグラーV』など）で使用。
- 1986年に発売された日本楽器製造（ヤマハ）製キーボード「ポータサウンド」の一部機種（「PortaSound PSS-170」、「PortaSound PSS-270」など）[21][51][52][53]。
- カプコンの業務用ゲームの一部基板（『麻雀学園 卒業編』、『クイズ三国志』など）[54]。
- 中日本プロジェクト、アルファ電子、ミッチェルのアーケードのゲーム
- アミューズメント向けプライズゲーム（SNK製『ネオミニ』など）
- アミューズメント向けキディーライド（トーゴ製『とべとべアンパンマン』など）

## 型番
- YM2413 - 18ピン プラスチックDIP[16]
- YM2413-F - 24ピン プラスチックSOP[16]
- YM2413B - 18ピン プラスチックDIP[55]
- YM2413B-F - 24ピン プラスチックSOP[55]
- YM2413B-FZ
- YM2413B-FZE2

## 亜種
- YM2420（OPLL2） - 1987年に発売されたヤマハ製ショルダーキーボード「SHS-10」[56][57]、1988年に発売されたヤマハ製キーボード「PortaSound PSS-140」[58][59]などに使用[21]。YM2413と機能面は基本的に同じだが、レジスタ配置が異なっている[21]。
- YVM156B（ADT） - 文字放送用のデコードLSIで、音源部にYM2413相当のFM音源を内蔵している[60][61]。
- MS1823（2423B-X） - YM2413の内蔵音色を差し替えたLSI[21]。Atari ST用FM音源カートリッジ「FM Melody Maker」[21]や、フィリップス製ポータブルシーケンサー「PMC100」[62]で採用された。
- YMF281（OPLLP） - YM2413の内蔵音色を差し替えたLSIで、パチンコ機・パチスロ機に適したメロディ楽器が内蔵音色に搭載されている[21][63]。主にパチスロ（4号機）で多く使用された。パイオニア製『オアシス』、サミー製『ジャパン』などで採用。[要出典]
- VRC VII（VRC7） - ゲームソフト『ラグランジュポイント』に搭載されたコナミのファミリーコンピュータ用拡張LSIで、YM2413と類似したFM音源が内蔵されている。内蔵音色が差し替えられており、メロディ音の発音数が6音のみでリズム音源が削減されているなど、機能も一部異なる[21][64][65]。
- U3567/UM3567 - YM2413の互換LSI。台湾のUMC（United Microelectronics Corporation）がマザーボードメーカー向けに限定販売している製品。互換と言っても電気特性、信号タイミング、内蔵音色がオリジナルと違っており、単純に置き換えることはできない。[要出典]
- この他、YM2413のデッドコピー品・偽造品も市場に出回っている[66][信頼性要検証]。